# Élder da Silva Granja
Elder da Silva Granja, född 2 juli 1982 i Santos, är en brasiliansk fotbollsspelare. Han spelade först i Santos sedan Atlético Goianense, Francisco Beltrão, Corinthians de Alagoas, Portuguesa och Internacional.